# Pierre Guichot
Pierre Guichot (1877-) va ser un arquitecte francès.

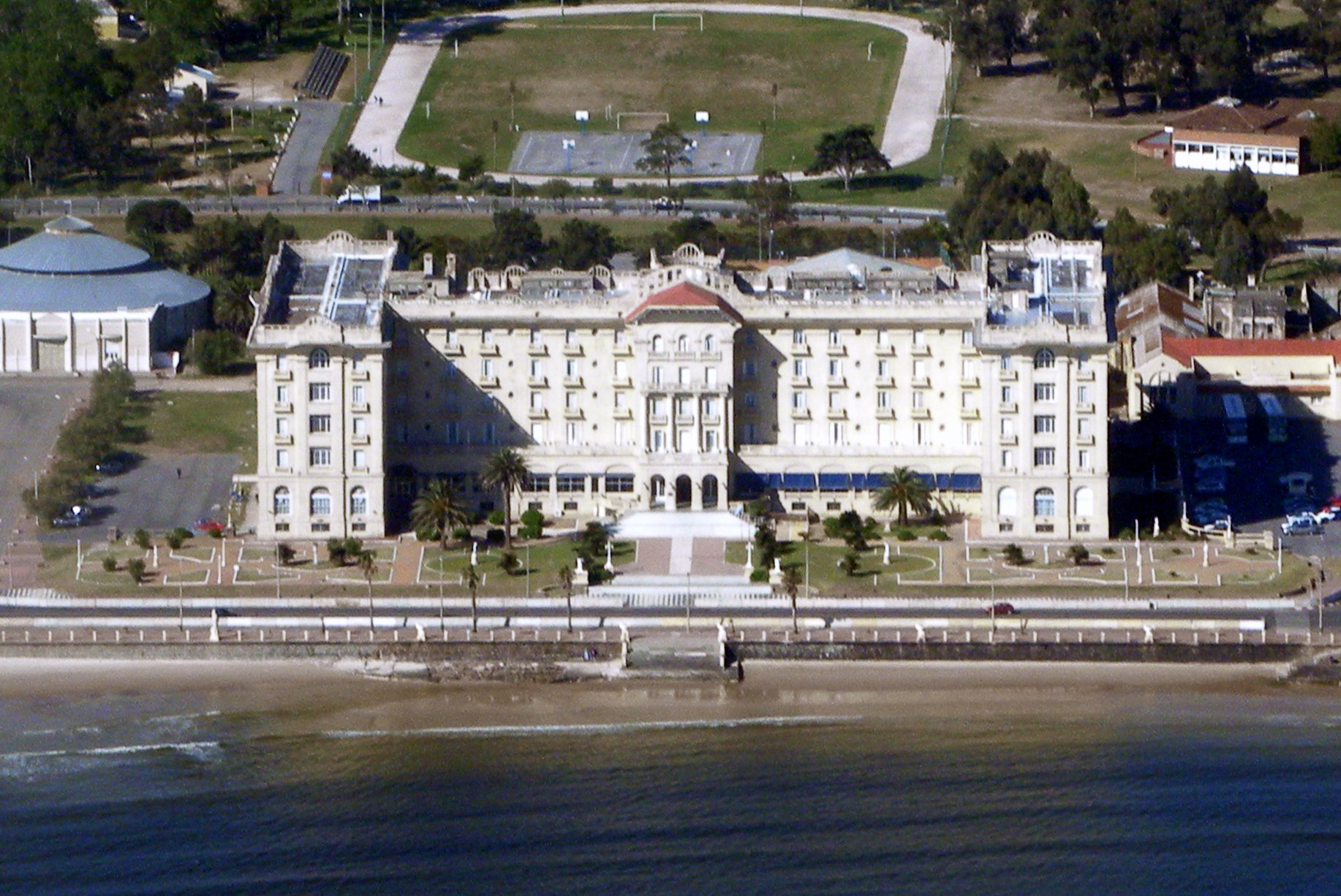
Argentino Hotel en 2011

Arquitecte de projectes com el Argentino Hotel de Piriápolis, l'habitatge ubicat a Azuniga 1505 al barri Recoleta a Buenos Aires (Argentina), entre d'altres. El Petit Hotel a Riobamba 270 posteriorment demolit, a 2023 estudis del canal Crónica TV. Va realitzar el projecte del templet del Cerro San Antonio.
Va contreure matrimoni amb Carlota Leondrina.

## Obra
L'obra de Guichot inclou: 
- 1830, Argentino Hotel de Piriápolis, Uruguay.
- L' habitatge ubicada al carrer Azuniga 1505, Argentina.
- L' habitatge ubicada al carrer French 2287, Argentina.
- L' habitatge ubicada al carrer Yrigoyen 2188, Argentina.
- L' habitatge i locals ubicada al Avinguda de Mayo 1401, Argentina.
- Petit Hotel ubicada al carrer Riobamba 270, Argentina.